# Alice už tu nebydlí
Alice už tu nebydlí (v anglickém originále Alice Doesn't Live Here Anymore) je americké filmové drama režiséra Martina Scorseseho z roku 1974.

## Děj
Alice Hyatt (Ellen Burstyn) jako malé dítě snila o tom, že se stane úspěšnou zpěvačkou. Místo toho však skončila v nepříliš šťastném manželství s Donem (Billy Green Bush), jenž stále hledá příležitost k tomu, aby jí mohl něco vytknout, a u nějž nejsou záchvaty zuřivosti ničím neobvyklým.
Když její manžel zahyne při dopravní nehodě, zdá se dvaatřicetileté Alice, že by mohla svůj dávný sen ještě uskutečnit. Prodá svůj skromný majetek a spolu se svým dvanáctiletým synkem Tommym (Alfred Lutter III) se vydává na dlouhou cestu do kalifornského Monterey, kde vyrůstala. V arizonském Phoenixu skutečně najde práci zpěvačky v baru. Tommy se zatím nudí v hotelu a pro matku se stává stále více nezvladatelný; po milostné aférce s impulzivním ženatým Benem (Harvey Keitel), který se na ni doslova pověsil, utíká Alice v panice z města.
Alice nakonec uvízne jako servírka v rychlém občerstvení v Tucsonu. Zde se nejprve nemůže shodnout s výřečnou kogyní Flo (Diane Ladd). Počáteční nedůvěra se však nakonec rozplyne a Alice najde ve Flo kamarádku. Do Alice se zamiluje mladý rolník David Berrie (Kris Kristofferson); ani on jí není lhostejný. David se dokonce stará o Tommyho, který bez pevné mužské ruky stále více vlčí – především ve styku s rozvernou Audrey (Jodie Foster). Alice však není rozhodnuta, zda se má zcela vzdát svého snu o Monterey a kariéře zpěvačky. Láska k Davidovi a pevná půda pod nohama však nakonec zvítězí a Alice zůstává v Tucsonu.

## Obsazení
- Ellen Burstyn – Alice Hyatt
- Kris Kristofferson – David
- Billy Green Bush – Donald Hyatt
- Diane Ladd – Flo
- Lelia Goldoni – Bea
- Harvey Keitel – Ben Eberhart
- Lane Bradbury – Rita Eberhart
- Vic Tayback – Mel
- Jodie Foster – Audrey
- Valerie Curtin – Vera
- Murray Moston – Jacobs
- Harry Northup – barman v podniku Joe & Jim
- Alfred Lutter III – Tommy Hyatt
- Mia Bendixsen – Alice jako osmiletá
- Martin Brinton – Lenny
- Dean Casper – Chicken
- Laura Dern – dívka pojídající zmrzlinu
- Henry Kendrick
- Ola Moore – stará žena

## Zajímavosti
- Hlavní role se měla původně zhostit Diana Ross, odmítla ji i Barbra Streisand, protože se pro ni ve dvaatřiceti cítila příliš mladá.
- Úvodní scéna je upomínkou na slavný film Čaroděj ze země Oz.
- Film byl prvním mezinárodním úspěchem Martina Scorseseho, jemuž také umožnil nezávislost pro natočení jeho slavného Taxikáře.
- Podle snímku vznikl seriál Alice, který vznikal v letech 1976–1985 s Lindou Lavin v hlavní roli, jež za ní v letech 1978 a 1979 získala Zlatý glóbus za nejlepší herečku v komediálním seriálu. Roku 1979 obdržel seriál cenu Beste Comedy-Show.
- Mexická skupina Café Tacuba se původně jmenovala Alicia Ya No Vive Aquí podle tohoto Scorseseho filmu.

## Ocenění
- Snímek byl nominován na tři Oscary. Ellen Burstyn ocenění pro nejlepší herečku získala, předávání se však nezúčastnila a její cenu převzal Martin Scorsese. Diane Ladd v kategorii herečka ve vedlejší roli a Robert Getchell v kategorii původní scénář již tak úspěšní nebyli.
- Výrazného úspěchu dosáhl film na předávání cen BAFTA. Snímek byl oceněn cenami pro nejlepší film, nejlepší herečku (Ellen Burstyn), nejlepší scénář (Robert Getchell) a nejlepší herečku ve vedlejší roli (Diane Ladd). Neúspěšně také bojoval o ceny za nejlepší režii (Martin Scorsese), největší objev (Martin Lutter III) a nejlepší herečku ve vedlejší roli (Lelia Goldoni).
- Na festivalu v Cannes byl film nominován na Zlatou palmu.
- Snímek a Diane Ladd jakožto vedlejší herečka byli nominováni i na Zlatý glóbus.
- Snímek byl nominován i na WGA Award za nejlepší filmový scénář.